# Miroslav Begović
Miroslav Begović (Osijek, 31. kolovoza 1925. – Zagreb, 30. kolovoza 2004.), hrvatski arhitekt.

## Životopis
Begović je rođen 31. kolovoza 1925. godine u Osijeku, gdje je završio osnovnu školu. Srednju školu pohađao je u Zagrebu. Nakon završene srednje škole upisuje studij arhitekture, kojeg završava 1952. godine. Iste godine zapošljava se na Institutu za likovne umjetnosti JAZU-a, a 1964. na zagrebačkom Arhitektonskom fakultetu, na kojem je predavao sve do 1995. godine. Od 1962. do 1976. godine urednik je časopisa Čovjek i prostor. Godine 1967. predsjednik je Društva arhitekata Zagreba, a 1988. izabran je za redovitog člana HAZU-a. Od 1989. do 1998. godine tajnik je Razreda za likovne umjetnosti, a od 1997. voditelj je Hrvatskog muzeja arhitekture HAZU. Od 1998. do 2003. godine potpredsjednik je HAZU-a.
Tijekom života, arhitekt Begović dobitnik je više nagrada i odličja za svoj rad: nagrade Grada Zagreba 1963., nagrade “Viktor Kovačić” 1968., nagrade za projekt Zagrebačkog salona 1973. i nagrade “Vladimir Nazor” za životno djelo 1989.

## Rad
Akademik Begović autor je čitava niza značajnih arhitektonskih projekata i realizacija koje su ostavile vidan trag na domaćoj arhitektonskoj sceni. Prvi značajan istup imat će 1961. godine realizacijom paviljona “Đuro Đaković” na Zagrebačkom velesajmu, a dvije godine kasnije izvodi adaptaciju Galerije Ivana Meštrovića. U to vrijeme u Zagrebu, na glavnome trgu, izvodi i uspješnu rekonstrukciju robne kuće “Varteks”, koja će gotovo tri desetljeća s otvorenim donjim trijemom biti jedan od prepoznatljivih elemenata toga prostora. No Begovićevo glavno ostvarenje iz toga razdoblja, kojim će se vinuti u sam vrh hrvatske arhitekture, Galerija je naivne umjetnosti u Hlebinama (1965. – 1968.). Jedna od tema koja će u tom razdoblju biti vrlo aktualna je izgradnja turističkih sklopova uz jadransku obalu. U tome će ozračju Begović, u suradnji s arhitektom Ivom Bartolićem, realizirati hotel “Eden” Rovinju (1969. – 1972.), koji se kvalitetom ubraja u sam vrh turističke izgradnje toga vremena. 
Begovićev najopsežniji projekt bila je revitalizacija zagrebačke Tkalčićeve ulice, odnosno bloka Tkalčićeva – Radićeva – Krvavi most. Godine 1965. Grad Zagreb raspisuje javni natječaj za prijedlog „rješenja uređenja Tkalčićeve ulice“. Drugonagrađen je idejni prijedlog skupine autora Miroslava Begovića i Grozdana Kneževića te Miroslava Kollenza i Marjana Krznarića. Njima će tijekom 1967. godine biti povjerena izrada detaljnog urbanističkog plana sanacije i revitalizacije Tkalčićeve ulice, koji će se tijekom vremena sve više fokusirati upravo na blok Tkalčićeva – Radićeva – Krvavi most. U međuvremenu dolazi do razilaženja autora i raspisivanja dodatna dva natječaja, da bi na kraju na poprištu ostao još samo Begović koji 1969. godine započinje s radom na idejnom projektu. Čitava stvar tijekom vremena polagano pada u zaborav, sve do 1976. godine, kada Begović pod pokroviteljstvom tadašnjeg stambenog USIZ-a nastavlja rad na izradi idejnog projekta. Dvije godine kasnije, objavljena je i studija „Revitalizacija bloka Tkalčićeva – Radićeva – Krvavi most“. Izvedbeni projekt dovršen je tek 1982. godine, godinu dana prije početka radova koji će trajati sve do 1988. godine. Izgradnja bloka započet će tijekom 1983. i trajat će do 1988. godine, uza znatne teškoće i nesuglasice koje će ubrzo prerasti u otvorene kritike stručne javnosti. Mnogi su mišljenja da je riječ o novom prostornom nesporazumu. Begovićevim projektom dolazi do potpune morfološke promjene prostorne strukture koja će gledano iz već višegodišnje distance imati svoje dobre, ali i loše strane. Uz već istaknutu uspješnu revitalizaciju, Begovićev će zahvat komercijalizacijom prostora izazvati i negativnu lančanu reakciju spontanih zahvata u cijeloj ulici, koji će većinu zatečenih objekata prilagoditi najprimitivnijim oblicima iskorištavanja i brze zarade. Time će gotovo čitav potez ulice tijekom idućeg desetljeća biti doslovce pretvoren u šaroliku kazališnu kulisu. Od 1997. do 1998. godine prema Begovićevim projektima uređen je parter većeg dijela Tkalčićeve ulice, a u međuvremenu izradio je i projekte prema kojima je uređen park skulpture Gliptoteke HAZU. Godine 2001. arhitekt Begović izradio je i projekt uređenja posljednjeg dijela partera Tkalčićeve ulice, od Skalinske do Mikloušićeve ulice, koji uključuje i uređenje Kožarske ulice. 
Važno je istaknuti i njegov projekt uređenja vijećnice u palači Hrvatskoga sabora (1995.). 

## Vanjske poveznice
- Begović, Miroslav Hrvatska tehnička enciklopedija, portal hrvatske tehničke baštine. LZMK